# Listă de municipalități din statul Campeche

Statul Campeche în cadrul Mexicului

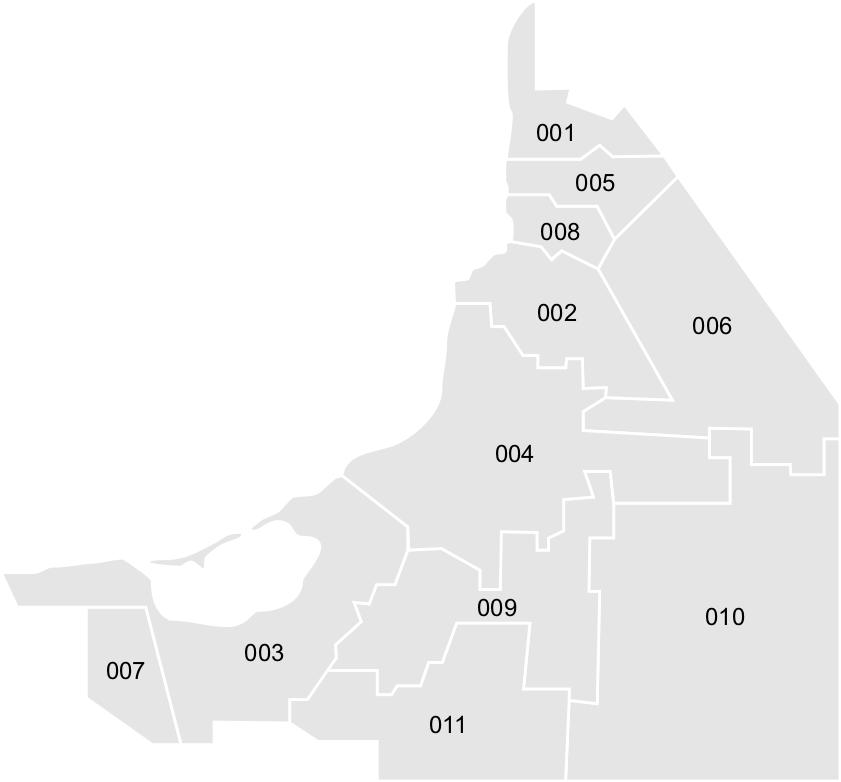
Municipalitățile statului Campeche

Statul mexican Campeche este împărțit în 11 municipalități (numite municipios), după cum urmează,
| Codul INEGI | Municipalitate | Reședința municipalității | Populație (2010) | Suprafață (Km2) |
| ----------- | -------------- | ------------------------- | ---------------- | --------------- |
| 001         | Calkiní        | Calkiní                   | 52,890           | 2,324.43        |
| 002         | Campeche       | Campeche                  | 259,005          | 3,244.17        |
| 003         | Carmen         | Ciudad del Carmen         | 221,094          | 8,621.20        |
| 004         | Champotón      | Champotón                 | 83,021           | 6,856.04        |
| 005         | Hecelchakán    | Hecelchakán               | 28,306           | 1,294.85        |
| 006         | Hopelchén      | Hopelchén                 | 37,777           | 7,956.72        |
| 007         | Palizada       | Palizada                  | 8,352            | 2,143.28        |
| 008         | Tenabo         | Tenabo                    | 9,736            | 1,058.42        |
| 009         | Escárcega      | Escárcega                 | 54,184           | 4,733.87        |
| 010         | Calakmul       | Xpujil                    | 26,882           | 14,116.57       |
| 011         | Candelaria     | Candelaria                | 41,194           | 5,574.80        |